# Karangharjo (Glenmore)
Karangharjo is een bestuurslaag in het regentschap Banyuwangi van de provincie Oost-Java, Indonesië. Karangharjo telt 15.169 inwoners (volkstelling 2010).